# Маце
Мацѐ (на италиански: Mazzè; на пиемонтски: Massè, Масè) е малък град и община в Метрополен град Торино, регион Пиемонт, Северна Италия. Разположено е на 323 м надморска височина. Към 1 януари 2023 г. населението на общината е 4248 души, от които 285 са чужди граждани.

## География, административно деление и население
Мацè се намира на територията на Метрополен град Торино, на крайната източна граница на историческия и географски район на Пиемонт – Канавезе, по течението на река Дора Балтеа, по склоновете южно от Мореновия амфитеатър на Ивреа – позиция, която винаги е било привилегировано транзитно място към Милано и регион Ломбардия. Територията, заобиколена от хълмове, богати на лозя, има вълнообразен геометричен профил с не много изразени височинни вариации.
Включено е в Природния парк на езерото Кандия и в Специалния природен резерват „Мулино векио“.
Територията е разделена на две енории, които са част от Иврейската епархия: Св. св. Гервазий и Протазий (с център Мацè и подселище Баренго) и Св. Франциск от Асизи (подселища Тоненго и Казале).
Мацè граничи със следните 8 общини: Калузо, Виларежда, Виске, Кандия Канавезе, Монкривело, Рондисоне, Чиляно и Кивасо. Отстои на 30 km от Биела, на 32 km от Торино и на 99 km от Милано.
Има следните подселища (на итал. frazioni) и местности: Баренго, Кашина Габриела, Кашина Джилета, Кашина Мота, Кашина Парадизо, Кашина Вале, Чентрале Идроелетрика и Тоненго-Казале. 
Към 1 януари 2023 г. населението на общината е 4248 души, от които 285 чужди граждани, сред които преобладават тези на Румъния – 194 души. Има и един български гражданин.

## Топоним
Според една хипотеза произходът на келтско-лигурското име, с което се нарича Мацè в древни времена – Mattiacu, латинизиран на Mattiacum през I  век пр.н.е., произхожда от Mattiaca, по-известна в Ирландия като Mórrígan или Моргана – страховитата богиня на гнева и господарка на бродовете, почитан от келтите.
Според друга хипотеза топонимът произлиза от Macos – собственото име на древен собственик на тези земи.
Първото тълкуване се потвърждава от факта, че в Мацè се намира единственият реален брод на река Дора Балтеа между Ивреа и Монтеу да По, докато за второто има само филологически доказателства.

## История

### Праистория
В началото на III век пр.н.е. до Канавезе стигат племена от региона на Черно море, в контакт с Месопотамската култура. Със себе си носят големи познания за обработването на мед – метал, използван за оръжията на наемниците им в Близкия Изток. Техни следи са намерени по поречието на река Дора Балтеа (стълбове на Тина, steli di Tina).
През I век пр.н.е. в пустеещия район на Канавезе се заселва племето на лигурите. През IV век пр.н.е. пристигат келтите от Бургундия и от поречието на Рейн, запознати с обработката на желязо, с ралото и с бонификацията на тресавищата. Те се сливат с лигурите, давайки началото на келтско-лигурското племе на саласите.
По онова време, с цел култивиране на златните залежи в Казале ди Мацè (Casale di Mazzè), е основан Mattiacu на речната тераса на Дора Балтеа близо до речния брод.
През 143 г. пр.н.е. римляните не успяват да подчинят саласите, които ги побеждават при Вероленго, но това става през 141 г. пр.н.е., когато римляните окупират Канавезе и се възползват от златните залежи в Мореновия амфитеатър на Ивреа, особено от онези в Беса (Bessa) и в Мацè-Вилареджа.

#### Легендата за Ипа
Конфигурацията на днешно Канавезе се дължи на изтичане на водите на митичното Голямо езеро на Канавезе през дефилето на Мацè. Решението на Ипа (Ypa) – легендарната кралица на саласите да отсече най-дългия моренов хълм в Европа (Мореновия амфитеатър на Ивреа) не е продиктувано само от желанието ѝ за бонификация на земите. Тя осъзнава, че новият ход на река Дора Балтеа би създал граница между нейния народ и този в равнината на Верчели, управляван от съперницата ѝ кралица, което би благоприятствало раждането на автономна култура.
Според легендата кралица Ипа била мистериозна вещица, която използвала своите сили, за да извършва позорни престъпления. Говори се, че се влюбила в един от своите роби, но бързо се отегчила. За да се отърве от него, наредила на слугите си, начело с любовника ѝ, да отсекат скалата на Маце и да изкопаят новото легло на реката Дора Балтеа. Когато работата почти приключвала, наредила да се скъсат дигите и язовирите, които удържали водите нагоре по течението, отклонявайки реката към Мацè. Робите, сред които и любовникът ѝ, били изненадани от приливната вълна, в която се удавили. Кралица Ипа обаче се радвала за кратко, защото Юпитер, като разбрал за изчезването на езерото, поискал да я накаже и я осъдил постоянно да се скита в границите на своето царство, превърнато в тъмно за нея място.
Според друга легенда, придошлите води нанесли значителна вреда на Мацè. След няколко дни, когато водите напълно се оттеглили, кралицата тръгнала на кон към дерето, което се е образувало между двата хълма на днешните Мацè и Вилареджа, за да види последиците от бедствието. Веднага след като конете ѝ видели водите на река Дора Балтеа, се хвърлили от скалата заедно с колесницата на кралицата. Конярите ѝ били хранили конете със сол, за да си отмъстят за многобройните смъртни случаи. Казват, че призракът на кралица Ипа все още обикаля долината на Дора Балтеа, в която е паднала.

### Античност
През 25 г. пр.н.е. римляните окончателно подчиняват планинските саласи, основавайки Августа Претория (днешен град Аоста). Те продължават да извличат злато в Беса и в Мацè-Вилареджа до средата на I век пр.н.е., когато изоставят залежите като малко доходоносни.
През I век пр.н.е. районът на Канавезе е напълно романизиран. Топонимът Mattiacu приема латинска наставка и става Mattiacum. Възниква и втори обитаем център в южния край на златното находище, наречен от съвременните учени „Св. Петър“.
С изоставяне на минните работи селищата стават селскостопански центрове. Построени са църквата „Св. Лаврентий и Св. Йов“, както и селска вила, собственост на римски магистрат. След като през II век сл.н.е. река Дора Балтеа става плавателна от Ивреа до Индустрия (днешното село Монтеу да По), бродът на Mattiacum става междинно място за лодките по маршрута.
През IV век, с цел противопоставяне на варварските нашествия, по нареждане на император Флавий Валентиниан биват построени военният римски път Quaranta (Вероленго) – Eporedia (Ивреа) и мостовете над река Дора Балтеа.
През V век се появява първото ядро на подселището на днешно Мацè – Казале. В двата обитаеми центъра на Матиакум са издигнати църквите на Св. Петър и на Св. Лаврентий, подчинени на наскоро създадената Иврейска епархия.

### Средновековие
С нахлуването на лангобардите през 568 г. Матиакум и Св. Петър продължават да съществуват като селскостопански центрове, обитавани от няколко семейства, а бродът на река Дора Балтеа е постоянно защитаван от набезите на лангобардските воини.
В края на VIII век, с падането на Лангобардското кралство и с появата на франките на Карл Велики, територията е част от Маркграфство Ивреа, което не води до големи промени за населението с изключение на увеличаването на влиянието на Католическата църква, при което са премахнати всички знаци от предишни религии.
През IX и X век жителите на Матиакум и Св. Петър изоставят домовете си, изложени на набезите на сарацините и унгрите, и намират убежище на хълма Св. Михаил (San Michele), изграждайки крепостта – ядро на средновековно Мацè. След като унгрите са победени през 955 г. от император Ото I Велики в Лехфелд в Бавария, Св. Петър е частично населен от семейства от Рондисоне, а в Матиакум остава само църквата на Св. Лаврентий. В нач. на X век ок. 50 семейства живеят за постоянно в укрепения заслон на хълма Св. Михаил. Името на селището става Maciadj и така е посочено за пръв път в документ от 1007 г.
В средата на XI век селището Maciadj е завзето от графовете на Канавезе. Владението им е формализирано с була на император Хайнрих IV от 1110 г. Древният римски военен път продължава да функционира и в Maciadj е построен/преустроен мостът Copacij над река Дора Балтеа, за да се гарантират комуникациите с Верчели. С Гуидо V Графовете на Канавезе изчезват и се разделят на три клона – графове Валперга, графове Сан Мартино и графове Биандрате.
През 1193 г., след споразумение между Гулиелмо ди Мазино и Ардуин Валперга, феодът на Мацè е дадено на Рейнеро Валперга – син на Матео Велики.
През 1239 г. император Фридрих II дава на графовете Валперга като феод част от Дора Балтеа (между Виске и Салуджа) и титлата „Графове на Мацè“. Поради значителния приток на поклонници и търговци по поклонническия път Via Francigena Валперга увеличават властта си и са начело на малко княжество, което освен Мацè включва Кандия, Кастильоне, Мерченаско, Кароне и Рондисоне.
В нач. на  XIV век за почти век се води ожесточена териториална война между гвелфи (графове Сан Мартино) и гибелини (графове Валперга). През 1338 г. господарите на Мацè се сблъскват със господаря на Пиемонт Жак Савойски-Ахая, при което са разрушени Кандия, Кастильоне, Мерченаско и Рондисоне. Впоследствие графовете Валперга и графовете Сан Мартино правят набези в Канавезе и Мацè разширява територията си до езерото Кандия. През юни 1349 г. маркграфът на Монферат Джовани II, с подкрепата на граф Бертолино ди Мацè, завладява Калузо. Мостът Copacij е разрушен и граф Бертолино, ядосан на маркграфа на Монферат заради непризнаването на неговите права над Калузо, отстъпва Кандия и Кастильоне на рода Висконти.
В края на XIV век, по време на въстанието на Тукини-те – жителите на малките селски общини, които се опълчват на властта на феодалите, Антонио Валперга, известен като Велуруто, води партизанска война срещу владенията на Савоя. След Мира от Ивреа през 1391 г., с който херцог Амедей VII Савойски и майка му Бона Бурбонска анексират почти цяло Канавезе, Велуруто се оттегля в замъка на Мацè. Синът му Джорджо Валперга – капитан на служба на Фачино Кане, а след това и на Висконти отива в Унгария като генерал на служба на император Сигизмунд Люксембургски във войните срещу турците, но загива в битка. През 1430 г. императорът в знак на признателност потвърждава всичките владения на Валперга в Канавезе и по река Дора Балтеа. През 1435 г. Мацè минава като феод в ръцете на Савоя, като един от тримата сина на Джорджо – Теодоро получава Мацè.

### Възход и упадък на Мацè (1436 – 1814)
През XV век, при управлението на граф Теодоро и на сина му Джофредо, Мацè изживява възход, и неговият укрепен заслон се разширява, а параклисът на св. Гервазий става трикорабна базилика.
Впоследствие обаче неспособността на графовете Валперга да се адаптират към войните между французите и испанците води до упадък. През 1536 г. Мацè е обстрелван с гюлета от испанските войски под предводителството на ген. Чезаре Маджи. През същата година възниква и спор между Мацè и Рондисоне за териториалната им граница, която е и граница между Херцогство Савоя и Маркграфство Монферат, но през 1576 г. се слага край на това с международен договор.
През 1612 г. 1/12 от феода на Мацè е преостъпена с була от херцог Карл Емануил I Савойски на графа на Веруа Филипо Герардо Скалия и това е препотвърдено през 1625 г. за сина му Аугусто Манфреди Скалия, маркиз на Рондисоне и Калузо. Аугусто праща в селището Св. Петър земевладелци от Тоненго д'Асти и от различни селища на Монферат, а други земевладелци, пратени от него, основават подселището Баренго.
В началото на XVII век в долината е построена църквата „Св. Рох“, което показва, че с края на испанско-френските войни населението мигрира от заслона в долината.
През 1729 г. по нареждане на крал Виктор Амадей II Мацè, Калузо и Рондисоне са върнати обратно на графовете Валперга. Около 30 семейства земеделци напускат селището Св. Петър, което изпада в забвение и основават Тоненго – другото подселище на Мацè.
Поради нуждата от парични средства за построяване на имението на крал Карл Емануил III Савойски – „Ла Мандрия ди Кивасо“, Мацè попада под икономически натиск. Въпреки това строежът на имението и разширяването на напоителния канал Брисак чрез разклоняване с възможност за култувиране на нови терени води до значително увеличаване на населението на Тоненго и до своеобразното му съперничество с центъра Мацè.
Наполеоновият период и анексията към Франция води до приемането на френския като официален език и изчезването на феодалните права на Валперга, събарянето на укрепителните стени на заслона, издигането на Дървото на свободата (символ на Френската революция) на градския площад, изграждането на мост над река Дора Балтеа между Рондисоне и Чиляно, и на нова мелница в Казале.

### Модерната епоха (1814 – 2000)
По време на Реставрацията на Бурбоните укрепеният заслон на Мацè започва да се обезлюдява за разлика от долината. През 1847 г. е разширена и реставрирана Общинската палата, и има необходимост от „раздвояване“ на малкото съществуващи общински сгради. Разрушени са средновековни постройки и са построени благороднически вили с прилежащите им паркове като вила „Ла Торета“, вила „Мон Репо“ и вила „Мария Луиза“. Вследствие на това Общината променя маршрута на някои основни улици – напр. през 1844 г. се премахва средновековната ул. „Фосале“. Замъкът е в упадък и със смъртта на граф Франческо Валперга през 1840 г. изчезват и графовете Валперга.
Докато в подселище Баренго има голямо земеделско имение, на което жителите се трудят ден за ден, в Тоненго и в Казале отдалечеността от основни сгради и необходимостта от потвърждаване на собствена идентичност води до установяването на енория през 1832 г. и на изграждането със собствени средства на енорийската църква на Св. Франциск, открита през 1861 г.
Най-голямата трудност за жителите на цялата община, но особено за живеещите на високия хълм, е водоснабдяването. Тази ситуация предизвиква епидемия от холера и смъртта на 66 души през 1854 г., така че църквата на Св. Лаврентий и Св. Йов отново се превръща в болница. Този проблем е частично решен през през 1926 г., когато Подестът сключва споразумение със сем. Гелфи – собственици на Замъка, което дава възможност за изтегляне на вода от тяхната частна напоителна система и поставянето на половин дузина дозатори по улиците на Мацè.
Замъкът на Мацè е закупен от графовете Брунета д'Усо и е реставриран в неоготически форми по проект на инж. Велати Белини от граф Еудженио Брунета д'Усо (1857 – 1919) – бъдещ съосновател и ген. секретар на Международния олимпийски комитет. По време на Втората война за независимост Замъкът е посетен от крал Виктор Емануил II с неговия ген. щаб и някои френски генерали.
Енорийската църква „Св. Гервазий и Св. Протазий“ е подложена на големи промени, сред които понижаване на нивото на пода с около метър, изграждане на фасадата в еклектичен необароков стил, на сакристията и на апсидата към ул. „Деле Скуоле“. Най-важната работа, извършена в Мацè през този период, е строителството през 1889 г. на мост над река Дора Балтеа, благодарение на финансиране от Провинция Торино и от съответните общини на Канавезе, заинтересовани от връзката с Верчели и с Милано.
През втората половина на XIX век подселищата на Мацè – Тоненго, Баренго и Казале развиват чисто земеделска дейност, докато Мацè придобива по-структуриран характер, понеже част от неговите жители работят за благороднически и заможни семейства, живеещи в горната част на града: напр. детската градина в Мацè е построена от благородниците кавалер Джовани Батиста Баско и сем. дел Гросо, а тази в Тоненго – от свещеника дон Пиетро Монте.
Община Мацè отговаря бързо на Закона за общественото образование от 1876 г., предоставяйки за училища обаче неподходящи помещения: в Мацè е използвана част от кметството, в Тоненго – стара сграда, впоследствие съборена, за да се направи място за сегашните училища, в Баренго това е помещение – енорийска собственост, а в Казале Роза Детраджаке основава училище в къщата си през 1894 г. Във вила Андзино в Мацè е основано и девическо училище за обучение в задачите на семейния живот от датската благородничка Скавениус. През 1934 г., благодарение на държавна помощ, са построени училищата в Мацè (ул. „Капитано дел Гросо“) и в Казале (пл. „Минето“).
Освен двете копринени фабрики в Мацè и в Баренго (последната е основана от графовете Сан Мартино ди Сан Джермано), непросъществували дълго, липсват други значими индустрии. Възможно е това да се дължи на наличието на неподходяща управляваща прослойка, закрепостена в селското стопанство.
Във втората половина на XIX век съперничеството между Мацè и Тоненго продължава да се изостря. През декември 1899 г. кметът на Мацè Карло Кукато е убит в Тоненго от психично болен. През 1930-те г. Подестът решава да направи референдум в Тоненго и Казале за това дали те искат да се отделят като отделни селища подобно на енорията. Жителите на Тоненго дори си построяват общинска сграда, но фашисткият режим отхвърля искането.
В началото на XX век част от населението на Канавезе емигрира във Франция, САЩ и Аржентина. Този поток намалява по времето на фашизма, за да се увеличи отново след Втората световна война. Едва появата на Оливети в град Ивреа през 1950-те г., която изисква квалифицирана работна сила, успява да ограничи емиграцията от Канавезе.
По време на Първата световна война в Мацè загиват 70 души и още 16 души след Мирния договор с Австро-Унгария. В Мацè пристигат Мусолини, който отсяда в замъка, собственост на сем. Гелфи, и принц Умберто Савойски, който отсяда във вила „Ла Торета“, собственост на принцеса д'Искитела, вдовица на маркиза на Монкривело.
През 1921 и 1922 г. се прави опит за изграждане на бариерата на Дора Балтеа с цел напояване на около 12 хил. хектара земя на двата бряга на реката. За съжаление напускането на област Кивасо и частичното срутване през 1924 г. нарушават проекта.
През Втората световна война Мацè и околностите дават по-малко жертви в сравнение с Първата световна война, но има гражданска война между противниците и поддръжниците на фашисткия режим.
След края на войната през април 1945 г. населението се заема с възстановяването на разрушенията. Близостта на големи индустриални фабрики като Оливети в Ивреа и Ланча в Кивасо му гарантират относително благополучие. Изградена е градската канализация, а кметството е преместено в равнината. Въпреки че новото му местоположение е предпочитано за хората, изчезването на старото седалище подчертава намаляването на населението в историческата част на Мацè. Фазата на индустриализация е последвана от затварянето на големи заводи и стремглавото социалното и икономическото развитие на общината приключва.

## Икономика
Отглеждат се зърнени култури, пшеница, зеленчуци, фураж, винено грозде и други плодове. Развъждат се говеда, свине, кози, коне и домашни птици. Промишлеността се състои от компании, които работят в хранително-вкусовата промишленост, металургичната промишленост, електрониката, производството на радиотрасмитери и строителството. Третичният сектор се състои от достатъчна търговска мрежа, както и всички услуги, които включват банкиране, IT и недвижими имоти.

## Забележителности

### Градска архитектура

#### Исторически център на Мацè
Историческият център (Centro storico di Mazzè) е разположен на върха на хълма над сегашния град. Обхваща останките от средновековния укрепен заслон (Ричето), благороднически постройки от XIX век, енорийската църква, замъка, къщи от онази епоха, както и стара Общинска сграда с изящни пропорции от XVIII век. Пътека, подходяща за любителите на природата, тръгва от замъка и води до реката Дора Балтеа. Покрай нея може да се види la Forra della Rocca – място, където вероятно са е извършвала хидравличната бонификация на блатото на Канавезе

#### Замък на Мацè
Замъкът на Маце (Castello di Mazzè) е от XIV – XV век. Построен е по волята на графовете Канавезе. Рреставриран е през XX век. В него отсядат редица знаменитости, сред които Луи XII – крал на Франция (1499), Франческо Де Санктис (1855), крал Виктор Емануил II, маршалът на Франция Каробер, Камило Бенсо ди Кавур (1859), цар Николай II на Русия (1909), Бенедето Кроче (1914), Бенито Мусолини (1925) и крал Умберто II Савойски (1938).

#### Благороднически вили
През 1830-те и 1840-те год. е нужно да се разделят малкото съществуващи общински сгради. Кавалер Карло Бираго от Виске и граф Джузепе Покетино от Серавале купуват района, намиращ се в рамките на днешните ул. „Муничипио“, ул. „Руа“, ул. „Перино“, пл. „Камино“ и ул. „Прола“. След като събарят средновековните сгради, те построяват вилите Ла Торета (La Torretta) и Мон Репо (Mon Repos), и след като изкореняват лозята в южната част на хълма, създават парковете, отчасти съществуващи и през XXI век. Тези трансформации принуждават Общината да промени някои общински улици. През 1844 г. тя премахва ул. „дел Фосале“ – средновековна улица, свързваща църквата „Св. Мария“ (Мадоната на снега) с ул. „Санта Лучия“ и река Дора Балтеа, за да благоприятства интегрирането на двете вили. Малко след това кавалер Джовани Батиста Баско купува част от селището на Св. Мария (възникнало през Средновековието за поклонниците по Via Francigena), събаря го и построява вила Мария Луиза. През втората половина на XIX век вилите Мон репо и Ла Торета променят собствениците си няколко пъти: първата става собственост на маркиз Раймондо ди Сан Мартино от Сан Джермано и след това на граф Джузепе Сиграй от Сан Марцано, докато втората е продадена на последния и след това на маркиз Капече Минутоло ди Буняно – маркиз на Монкривело. Вила Мария Луиза остава собственост на семейство Баско до края на Първата световна война, когато, след като разширява парка за сметка на останалата част от Селището на Св. Мария, умира графиня Вирджиния Баско Ричарди Лантоска.

### Религиозна архитектура

#### Енорийска църква на Мацè
Енорийската църква (Chiesa Parrocchiale di Mazzè) е трикорабна подобна на базилика постройка с барокова фасада. Тя е посветена на Св. Св. Гервазий и Протазий. Тя има значителни размери, спомената е за пръв път през XII век и е построена върху параклиса на замъка на графовете Валперга.

#### Църква на Мадоната на снега
Църквата (Chiesa della Madonna della Neve) е трикорабната енорийска църква, построена извън Ричето (заслон, сбор от укрепени къщички). Декоративните ѝ елементи са в различни стилове. В южната ѝ част се виждат готически елементи, които проследяват произхода на сградата до XIII век. Наричана е още Мадоната на милосърдието, Малката Мадона, Св. Мария, Мадоната на голите лози.

#### Енорийска църква на подселище Тоненго
Енорийската църква (Chiesa parrocchiale di Tonengo) е построена през 1832 г. като църква на новата енория чрез разширяването на старата църква, дотогава имаща капелан. Посветена е на Св. Франциск от Асизи. Сегашният ѝ външен вид е строго архитектурно решение, а интериорът е хармоничен и спокоен.

#### Енорийска църква на Баренго
Енорийската църква (Chiesa parocchiale di Barengo) е имала е капелан и е с древни основи. Датира от началото на 1600 г. и е посветена на Св. Урс и Св. Варнава. С течение на времето сградата претърпява доста промени.

#### Църква „Св. Св. Лаврентий и Йов“
Църквата (Chiesa dei Santi Lorenzo e Giobe) е разположена сред насипите на река Дора Балтеа. Има много семпло оформление, с външна веранда, вероятно изградена от останките на римска селска вила. В стените се забелязват римски архитектурни елементи като тухли и керемиди. До 1348 г. тя се използва за енория на Матиакум, но по-късно е присъединена към енорийската църква на Св. Св. Гервазий и Протазий поради липса на вярващи. През XVI век при епидемията от едра шарка цялата сграда е използвана за болница. След векове на забвение църквата на Св. Лаврентий се радва на нов живот през 1736 г., когато добавя към името си и Св. Йов. По-късно е възстановена в настоящата си форма. Тя се отворя за публика само в празничния ден на Св. Лаврентий.

### Други
Район Бозе̠ː в района на Маце. Наподобява доста на Беса – добре известно място в района на Биела, където по римско време се е добивало злато. В Бозе се забелязват огромни окопи от камъни, високи от 3 до 4 м и дълги стотици метри.

## Събития
- Карнавал на Мацè – февруари – март
- Merenda al Giarat – голям грил празник по бреговете на река Дора Балтеа, понеделник след Великден (Светли понеделник)
- Младежки аматьорски театрален фестивал „Светлините на рампата. Награда Кралица Ипа“ – май – юни в зала Палаевенти, Мацè
- Празник на черешите – патронен празник на подселище Баренго, втора неделя на юни
- Madonna d'Aust – патронен празник на Мацè, 15 и 16 август
- Празник на сладките Канестрели – патронен празник на подселище Тоненго, първа неделя на октомври.

## Култура

### Музеи, библиотеки, театри и кина
- Градска библиотека „Франческо Мондино“ – основана в периода 2002 – 2007 г. Съхранява 1800 творби, много от които са съставени от няколко тома. Около 1500 тома формират древното книжно наследство, идват от завещания на знатни лица от едно време: нотариуси, адвокати, религиозни дейци; много от тях са написани на латински или френски език.
- Най-близко кино – в Калузо на 4 км и в Кивасо на 13 км
- Театър – в зала Palaeventi в Тоненго

### Религиозни центрове
- Католическа енорийска църква „Св. Св. Гервазий и Протазий“
- Католическа енорийска църква „Св. Св. Урс и Варнава“, в подселище Баренго
- Католическа енорийска църква „Св. Франциск от Асизи“, в подселище Тоненго
- Католически параклис „Св. Св. Лаврентий и Йов“
- Католическа църква „Мадоната на снега“
- Католическа църква „Св. Йосиф“
- Католическа църква „Св. Рох“

### Образование
- Една държавна детска градина
- Две държавни начални училища (от 1-ви до 5-и клас вкл.)
- Средните училища от първа степен (от 6-и до 8-и клас вкл.) са в Калузо, Рондисоне и Чиляно, а тези от втора степен (от 9-и до 12 клас вкл.) са в Калузо

## Гастрономия
В Мацè и околностите му се приготвят редица ястия, типични за Канавезе и за Пиемонт, както и някои местни варианти:
- Баня Кауда (Bagna Cauda): сос на основата на обезсолена и обезкостена аншоа и чесън, които се готвят бавно в зехтин. В него се потапят различни видове сезонни зеленчуци: печен лук, сурови или печени чушки, листа от сурово зеле, карфиол, цвекло, задушени картофи, репички, ряпа и др.
- Мазна боб чорба (Fagioli grassi): задушен боб със свинска сланина и пикантен салам, които се готвят ок. 6 часа в специални големи теракотени съдове с 4 дръжки над дървено огнище.
- Супа от зеле (Zuppa di cavoli): със зеле, месен бульон, стар хляб
- Фрито мисто (Fritto misto), букв. „Смес от пържено“: смес от пърженки от различни продукти – грис, месо и зеленчуци, оваляни в брашно и яйца
- Soma d'Aj: филии от домашно приготвен хляб, натъркани с чесън, сол, черен пипер, и по желание орехово олио
- Ла Финанциера (La Finanziera): чорба от карантии
- Торчети (Torcetti) – традиционни сладки от Пиемонт от бяло брашно, захар, мая, понякога яйца
- Ansént at melia – традиционен сладкиш за Мацè, вид сладък хляб от пшенично брашно, царевица, масло или свинска мас, яйца с добавка на натурална мая, мед или захар и настъргана лимонова кора
- Фрителе ди меле, фричоли (Fritelle di mele – fricioii) – ябълкови кръгчета, пържени в смес от брашно, яйца, мляко, ракия, сол и мая
- Канестрели (Canestrel), вариант от Тоненго, традиционни (сватбени) сладки. За разлика от канестрелите от съседни селища, които са тънки и хрупкави вафли, тези от Тоненго са сладки, малки, ронливи (използват се свинска мас и масло).
- Вино Ербалуче ди Калузо D.O.C. (Erbaluce di Caluso DOC): бяло сухо вино, подходящо за меки сирена, предястия, риба, картофи. Мацè е част от ок. 33 общини от Метрополен град Торино и провинция Верчели, които го произвеждат.[9]

## Транспорт
- Първостепенен междуградски път на Мацè SS n. 595; автомагистрала A4 Торино – Триест през пункт за плащане на такса Рондисоне, на 8 км от градчето.
- Междуградски автобусни линии: ДжиТиТи (GTT Архив на оригинала от 2020-02-05 в Wayback Machine.) Линия 108 Кивасо – Виске – Ивреа; С.Т.А.А.В. (S.T.A.A.V. Архив на оригинала от 2019-12-24 в Wayback Machine.) 310 Вилареджа – Калузо
- Автобус на повикване Provibus Архив на оригинала от 2020-01-17 в Wayback Machine. от пон. до петък (8:15 – 12:15 и 14:00 – 16:30)
- ЖП гара, разположена на линията Кивасо – Аоста, в градчето Калузо – на 3 км
- Най-близкото летище за вътрешни и международни полети е Торино Казеле – на 41 км; летището Милано Малпенса, използвано за европейски и директни междуконтинентални полети, е на 90 км
- Пристанището се намира в Генуа – на 171 км.

## Спорт
- Тенис клуб Мацè (Tennis club Mazzè )
- Спортна аматьорска асоциация „Реал Канавезе“ (Associazione sportiva dilettantistica f.c.d. „Real Canavese“ )
- Калтон волей (Calton volley ), Тоненго
- Футболно игрище (Campo Sportivo), Тоненго
- Голф клуб „Примуле“ (Golf Club Primule [неработеща препратка])

## Известни личности

### Родени в Мацè
- Лоренцо Пирето (* 1942) – католически архиепископ, италиански журналист, от ноември 2015 г. метрополитен архиепископ на Смирна
- Алберто Мария Кареджо (* 1937) – католически епископ, от януари 2014 г., почетен епископ на Вентимиля–Сан Ремо

### Родени в Тоненго
- Отец Винченцо Мартино Бруно, мисионер от Ордена на облатите
- Джовани Тионе – баща на отец Винченцо Бруно
- Отец Пиетро Монте (* 1823, † 1888 в Ливорно), от Ордена на варнавитите, учен с национална слава, един от основателите на италианската метеорология, основател на детската градина в Тоненго, носеща неговото име, благодарение на дарението на семейната му собственост.
- Пиетро Солеро (1911, † 1973 в Торино) – свещеник, алпинист, пише първия гид за Националния парк „Гран Парадизо“.